# Собор Святейшего Сердца Иисуса (Нью-Дели)

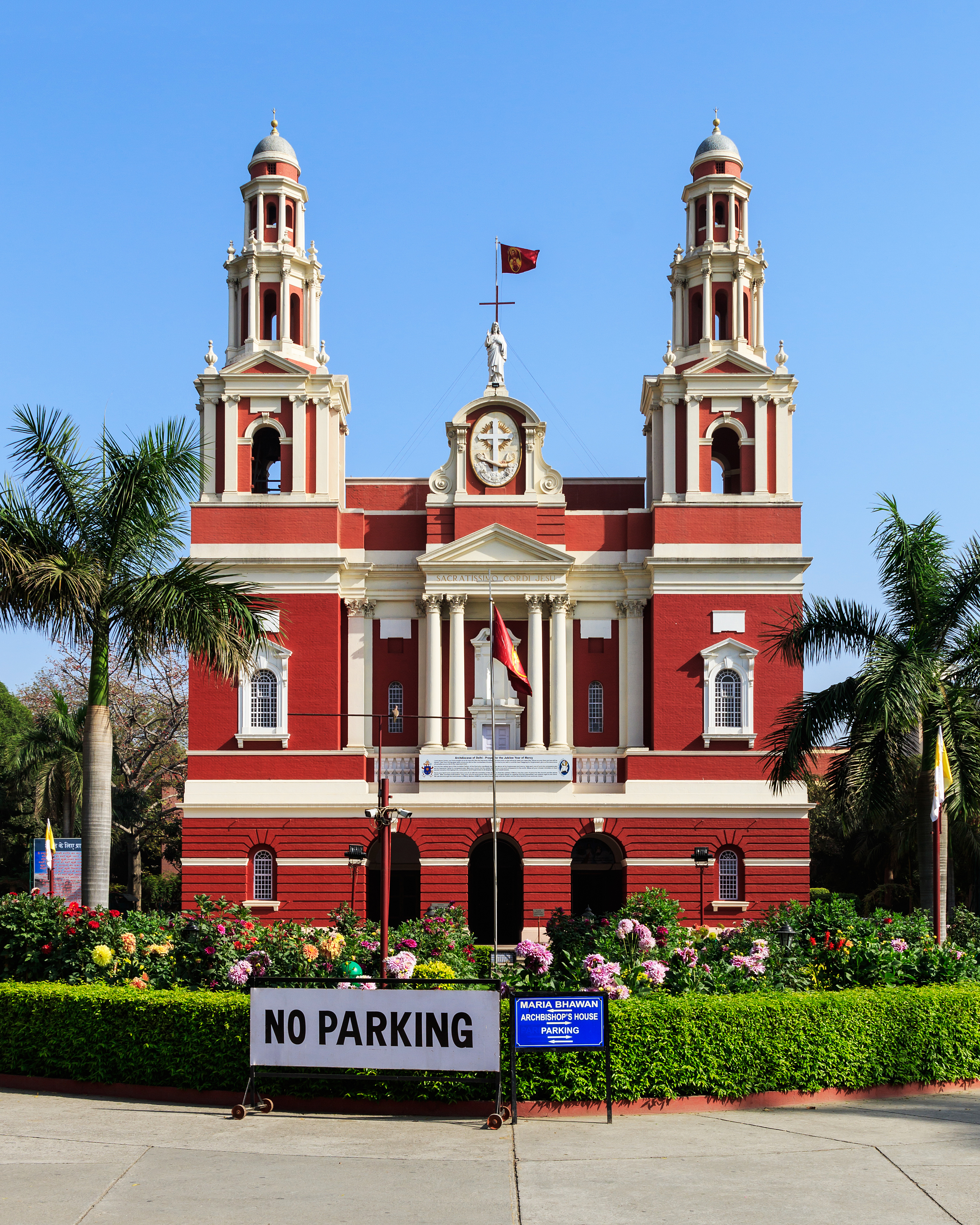
Собор Святейшего Сердца Иисуса, Нью-Дели, Индия

Собор Святейшего Сердца Иисуса (англ. Sacred Heart Cathedral) — католическая церковь, находящаяся в Нью-Дели, Индия. Церковь Святейшего Сердца Иисуса является кафедральным собором архиепархии Дели. Церковь располагается недалеко от делового центра Коннот-Плейс. Собор является одним из старейших христианских храмов в Дели. Вместе с находящимися рядом школой святого Колумба и монастыря Иисуса и Марии собор занимает площадь около 14 акров.

## История
В 1929 году состоялось освящение краеугольного камня епископом Агры. В 1930 году началось строительство храма, которое финансировалось несколькими британскими офицерами. Известный католический священник и писатель Энтони де Мело подарил приходу мраморный алтарь.
Архитектурный проект разработал британский архитектор Генри Медд.